# Indra Sahdan Daud
Indra Sahdan bin Daud (nacido el 5 de marzo de 1979) es un exfutbolista internacional de Singapur que se desempeñó como delantero. Jugó para clubes de la Liga Premier de Singapur como el Geylang United, Home United, Sengkang Punggol y Warriors FC. Es conocido por su habilidad para marcar goles en partidos importantes, además de ser un jugador rápido en sus primeros años.

## Biografía

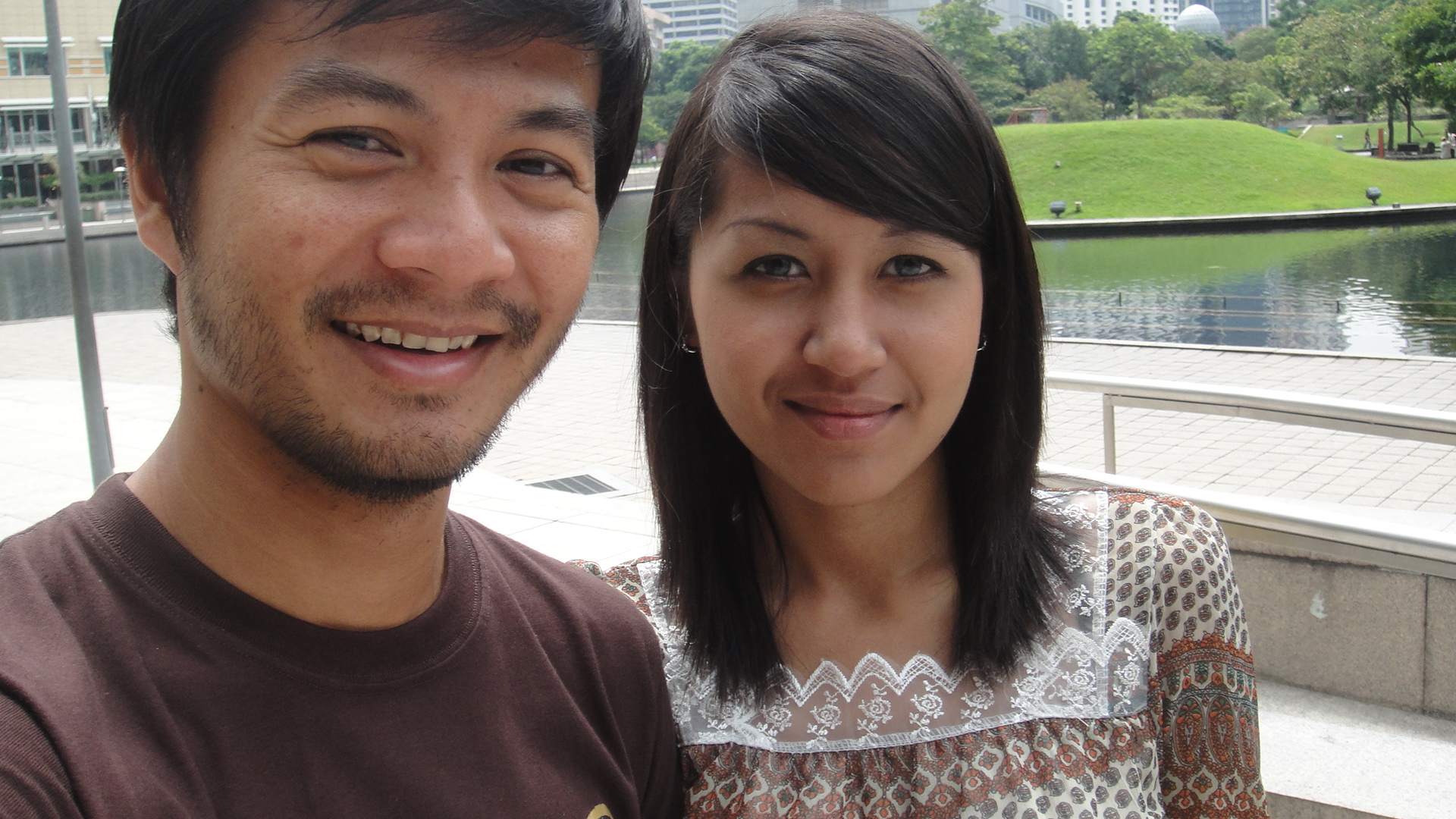
Indra Sahdan con su entonces esposa, Bella.

Es hijo de Daud Bidin, técnico y de Sabariah Hambali, enfermera. 
Estaba casado con Nur Elfa Aishah, pero se divorciaron después de ocho años de matrimonio. El 19 de junio de 2010 se volvió a casar.
Estudió en el St Andrew's School.
Estudion St Andrew's School , St. Gabriel's Secondary School e ITE (Ang Mo Kio) . 
Fue el rostro de Nike (Singapur) junto con otros jugadores de la selección nacional como Khairul Amri y Hariss Harun como parte de las campañas publicitarias así como del Campeonato de Fútbol de la ASEAN 2007.

## Trayectoria

### Carrera juvenil
Indra saltó a la fama cuando fue capitán de Singapur y ganó la Copa Lion City de 1995. Sus actuaciones revolucionarias lo llevaron a ser etiquetado como el próximo Fandi Ahmad.

### Home United
Debutó a los 16 años con Police FC (más tarde rebautizado como Home United) en la Liga Premier de Singapur, donde fue utilizado como jugador suplente, posteriormente decidió mudarse al Geylang United en 1997. 
A partir de la temporada 2001 firmó un contrato de cinco años con el Home United. Junto con sus compromisos futbolísticos con Home United se unió a la Policía de Singapur como oficial. Hizo una asociación prolífica con Egmar Goncalves cuando el Home United ganó un título de la Liga Premier de Singapur y tres Copas de Singapur. El reconocimiento de su potencial se produjo cuando ganó el premio al Jugador Joven del Año de la S.League en 2000 y 2001. Demostró su habilidad para anotar contra equipos importantes como Uruguay, Japón, Dinamarca y Manchester United, en este último durante la gira de pretemporada por el Lejano Oriente de los diablos rojos en 2001, marcó el único gol del equipo de Singapur en su derrota por 1-8 en el Estadio Nacional el 24 de julio. 
Se convirtió en el primer jugador local en alcanzar un hito de 100 goles domésticos en la victoria del Home United por 4-0 sobre el Balestier Khalsa, lo hizo el 21 de junio de 2003. A pesar del interés informado de Sheffield Wednesday e Ipswich Town en agosto de 2003, el cambio a Inglaterra no se materializó. Sin embargo, probó el éxito con el Home United logrando un doblete de la Liga S. y la Copa de Singapur de ese año. Junto con su compañero de equipo Sutee Suksomkit fue enviado a un entrenamiento de 2 semanas con el equipo de reserva del Chelsea, lo hizo diciembre de 2003 como parte de un acuerdo con el patrocinador del club, Emirates Airline. 
En 2005, Indra rechazó una oferta de 5.000 dólares (8.520 dólares) al mes del club Perak de la Superliga de Malasia y decidió extender su contrato con el Home United hasta el final de la temporada 2008. Con el nuevo acuerdo, se convirtió en el jugador local mejor pagado de Singapur con un salario anual de más de 100.000 dólares singapurenses. También renovó su contrato con la Policía por otros cinco años.
Se lesionó el ligamento cruzado anterior de la rodilla izquierda durante el servicio internacional en mayo de 2006 por lo que se lo descartó por el resto de la temporada. 

### Prueba con Real Salt Lake
Indra se sometió a una prueba con Real Salt Lake de la MLS desde el 14 al 24 de febrero del 2008. Anotó dos goles en cuatro aperturas. El delantero del Home United fue invitado a unirse al Real Salt Lake en su gira de pretemporada de dos semanas a por Rosario, Argentina, a partir del 1 de marzo, para tres partidos de exhibición. Antes del viaje a Argentina su amigo Dave Roberts, quien ayudó a organizar el juicio, fue citado para describir sus posibilidades de conseguir el contrato como "muy buenas", luego de su conversación con el gerente general del club, Garth Lagerway. Sin embargo, Indra sufrió una lesión de rodilla en Argentina y el técnico Jason Kreis no le ofreció contrato alguno. Si la transferencia se hubiera realizado, se habría convertido en tercer futbolista de Singapur en la historia en jugar profesionalmente fuera de Asia, después de Fandi Ahmad y Varadaraju Sundramoorthy.

### Sengkang Punggol
En 2008 tuvo problemas para marcar para el Home United ya que solo hizo 10 goles en la liga durante toda la temporada. Tras la Copa Suzuki AFF 2008, el contrato de Indra con el Home United expiró a finales de 2008. Partió a pruebas con dos clubes de la V.League y un club de Primera División pero rchazó una oferta de contrato del club vietnamita Hòa Phát Hà Nội, citando problemas con el alojamiento y la comida. Regresó a Singapur pero quedó en el limbo ya que el Home United había firmado a su reemplazo y que tendría que renunciar a la Policía de Singapur si quería unirse a otro club de la S.League. Finalmente renunció a su trabajo de policía y se unió al Sengkang Punggol para la temporada 2009. Indra recibió temporalmente el brazalete cuando el capitán regular, Aide Iskandar fue ascendido a entrenador interino. Hizo su debut con Sengkang Punggol en un empate 2-2 contra Super Reds. Sufrió el primer despido de su carrera después de darle un codazo a un jugador de Albirex Niigata (S) en solo 10 minutos de juego.

### SAFFC
En 2010 fue fichado por Warriors FC. Alcanzó un hito de 200 goles domésticos en marzo de 2011 con dos en la victoria del club por 5-0 sobre Woodlands Wellington. 

### Volver a los protectores
Después de ser liberado por las Fuerzas Armadas de Singapur a finales de 2011, Indra firmó con el equipo amateur de la Liga Nacional de Fútbol el Keppel Monaco para la temporada 2012. Sin embargo, el entrenador del Home United, Lee Lim-saeng, pronto se convenció por sus actuaciones de pretemporada y su inteligencia dentro y fuera de la cancha, esto fue suficiente para ficharlo para un segundo período en febrero de 2012. Debido a su avanzada edad y pérdida de ritmo, se desplegó como segundo delantero y en el mediocampo. Se retiró al final de la temporada 2014. 

### Tampines Rovers
El 15 de febrero de 2015 salió de su jubilación y se incorporó a Tampines Rovers. El 17 de abril marcó su primer gol con los ciervos en la derrota por 2-3 ante el Warriors FC. 

### Geylang Internacional
Después de dejar Tampines Rovers, se reincorporó a Geylang International para la temporada 2016.

## Selección nacional

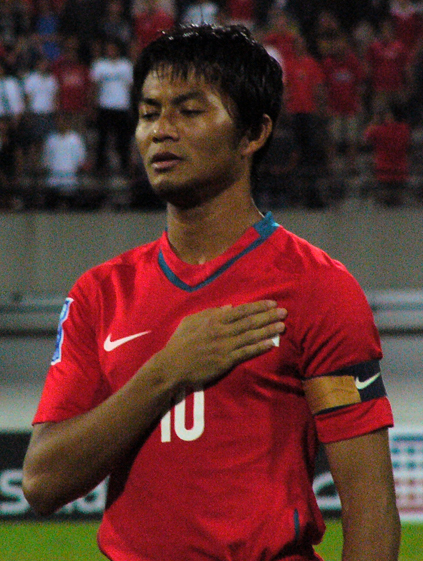
Indra Sahdan capitaneando el equipo nacional de Singapur.

Indra debutó con la selección de Singapur en un partido de clasificación para la Copa del Mundo contra Kuwait el 26 de abril de 1997. 
Considerado uno de los mejores delanteros para jugar con Singapur durante la última década, posee una habilidad especial para encontrar la red en los partidos importantes, anotando goles contra selecciones mejor clasificadas como Uruguay y Japón. 
Formó parte del equipo de Singapur que participó en la Copa Tigre 2004. A pesar de no poder establecer una sociedad con Agu Casmir, terminó anotando el primer gol en el partido en casa del campeonato cuando Singapur ganó el torneo. Fue su segundo título de la ASEAN después de 1998, en el que  se perdió después de ser eliminado de la selección nacional por saltarse los entrenamientos. 
Mientras jugaba para la selección nacional contra Malasia en mayo de 2006, Indra sufrió una lesión en la rodilla que lo dejó fuera por el resto de la temporada liguera. Regresó al equipo nacional para jugar la King's Cup 2006 y el Campeonato de Fútbol de la ASEAN 2007 donde Los Leones ganaron su segundo título consecutivo.
Con el capitán, Aide Iskandar dejó el equipo nacional para el amistoso contra los Emiratos Árabes Unidos, Indra se hizo cargo del brazalete y llevó a su selección al empate 1-1. Apenas unas horas antes del inicio del partido de clasificación para la Copa del Mundo de 2010 contra Tayikistán el 9 de noviembre de 200, Aide Iskandar se retiró sensacionalmente del fútbol internacional por lo que fue nombrado nuevo capitán. 
También es miembro de la Lista de futbolistas masculinos con 100 o más partidos internacionales. 
Tras el nombramiento de Bernd Stange como seleccionador nacional, Indra fue llamado a la selección tras una ausencia de tres años (después de su aparente retirada internacional en 2010) para enfrentarse a Myanmar en un amistoso a domicilio el 4 de junio de 2013. Comenzó el partido como capitán ganando su 110 ° juego internacional cuando el equipo ganó 2-0. Tres días después, anotó su 31.er gol internacional en la victoria por 5-2 sobre Laos. Su regreso a la selección nacional se vio interrumpido en cuatro partidos cuando se rompió una pierna contra Hong Kong el 10 de septiembre de 2013.

## Estadísticas de carrera

### Club
A partir del partido disputado el 17 de abril de 2014
| Club             | Estación      | Liga S.      | Liga S.   | Copa de Singapur | Copa de Singapur | Copa de la Liga | Copa de la Liga | ACL          | ACL   | Copa AFC     | Copa AFC | Total        | Total |
| Club             | Estación      | Aplicaciones | Metas     | Aplicaciones     | Metas            | Aplicaciones    | Metas           | Aplicaciones | Metas | Aplicaciones | Metas    | Aplicaciones | Metas |
| ---------------- | ------------- | ------------ | --------- | ---------------- | ---------------- | --------------- | --------------- | ------------ | ----- | ------------ | -------- | ------------ | ----- |
| Home United      | 1996          | -            | -         | -                | -                | -               | -               | -            | -     | -            | -        | 0            | 0     |
| Home United      | Total         | 0            | 0         | 0                | 0                | 0               | 0               | 0            | 0     | 0            | 0        | 0            | 0     |
| Geylang United   | 1997          | -            | -         | -                | -                | -               | -               | -            | -     | -            | -        | 0            | 0     |
| Geylang United   | 1998          | 9            | 1         | -                | -                | -               | -               | -            | -     | -            | -        | 9            | 1     |
| Geylang United   | 1999          | -            | -         | -                | -                | -               | -               | -            | -     | -            | -        | 0            | 0     |
| Geylang United   | 2000          | 36           | 14        | -                | -                | -               | -               | -            | -     | -            | -        | 36           | 14    |
| Geylang United   | Total         | 36           | 14        | 0                | 0                | 0               | 0               | 0            | 0     | 0            | 0        | 36           | 14    |
| Home United      | 2001          | 34           | 21        | -                | -                | -               | -               | -            | -     | -            | -        | 34           | 21    |
| Home United      | 2002          | 32           | 19        | -                | -                | -               | -               | -            | -     | -            | -        | 32           | 19    |
| Home United      | 2003          | 27           | 20        | -                | -                | -               | -               | -            | -     | -            | -        | 27           | 20    |
| Home United      | 2004          | 24           | 19        | -                | -                | -               | -               | -            | -     | -            | -        | 24           | 19    |
| Home United      | 2005          | 26           | 20        | -                | -                | -               | -               | -            | -     | -            | -        | 26           | 20    |
| Home United      | 2006          | 4            | 1         | -                | -                | -               | -               | -            | -     | -            | -        | 4            | 1     |
| Home United      | 2007          | 25           | 7         | -                | -                | -               | -               | -            | -     | -            | -        | 25           | 7     |
| Home United      | 2008          | 25           | 10        | -                | -                | -               | -               | -            | -     | -            | -        | 25           | 10    |
| Home United      | Total         | 197          | 117       | 0                | 0                | 0               | 0               | 0            | 0     | 0            | 0        | 197          | 117   |
| Sengkang Punggol | 2009          | 26           | 7         | 1                | 0                | 2               | 2               | -            | -     | -            | -        | 29           | 9     |
| Sengkang Punggol | Total         | 26           | 7         | 1                | 0                | 2               | 2               | 0            | 0     | 0            | 0        | 29           | 9     |
| Warriors FC      | 2010          | 21           | 10        | 1                | 0                | 1               | 0               | 8            | 1     | -            | -        | 31           | 11    |
| Warriors FC      | 2011          | 26           | 6         | 3                | 1                | 1               | 1               | -            | -     | -            | -        | 30           | 8     |
| Warriors FC      | Total         | 47           | dieciséis | 4                | 1                | 2               | 1               | 8            | 1     | 0            | 0        | 61           | 19    |
| Club             | Estación      | NFL          | NFL       |                  |                  |                 |                 |              |       |              |          | Total        | Total |
| Keppel Mónaco    | 2012          | -            | -         | -                | -                | -               | -               | -            | -     | -            | -        | 0            | 0     |
| Keppel Mónaco    | Total         | 0            | 0         | 0                | 0                | 0               | 0               | 0            | 0     | 0            | 0        | 0            | 0     |
| Club             | Estación      | Liga S.      | Liga S.   | Copa de Singapur | Copa de Singapur | Copa de la Liga | Copa de la Liga | ACL          | ACL   | Copa AFC     | Copa AFC | Total        | Total |
| Home United      | 2012          | 21           | 2         | 3                | 0                | 3               | 3               | -            | -     | 7            | 1        | 34           | 6     |
| Home United      | 2013          | 19           | 4         | 3                | 1                | 1               | 0               | -            | -     | -            | -        | 23           | 5     |
| Home United      | 2014          | 3            | 0         | -                | -                | -               | -               | -            | -     | 2            | 1        | 5            | 1     |
| Home United      | Total         | 43           | 6         | 6                | 1                | 4               | 3               | 0            | 0     | 9            | 2        | 62           | 12    |
| Carrera total    | Carrera total | 323          | 160       | 11               | 2                | 8               | 6               | 8            | 1     | 9            | 2        | 359          | 171   |

(-) indica datos referenciados no disponibles que cumplen con las pautas de fuentes confiables.
- La Copa de la Liga de Singapur inaugural se celebró en 2007.
- La Copa AFC inaugural se celebró en 2004.

## Palmarés

### Clubes
Home United
- Liga Premier de Singapur .: 2003.
- Copa de Singapur: 2001, 2003, 2005.

### Internacional
Singapur
- Campeonato de la AFC: 2004, 2007.

### Individual
- Jugador Joven del Año de la S.League: 2000, 2001.
- Premio al máximo goleador de Juegos del Sudeste Asiático: 2001.
- Premio People's Choice de la S.League: 2003.
- Máximo goleador de la Copa AFC: 2004.